# リチャード・ステンゲル
リチャード・アレン・ステンゲル（Richard Allen Stengel、1955年5月2日 - ）は、アメリカ合衆国の編集者、著述家であり、元政府関係者である。
2006年から2013年まで、『タイム』誌の16代目編集長（マネージング・エディター）を務めた。2004年から2006年まで国立憲法センターの最高責任者を務め、2014年から2016年までバラク・オバマ政権下で国務次官（公共外交・広報担当）を務めた。
ステンゲルは、ネルソン・マンデラの自伝『自由への長い道』の共同執筆など、多くの著書を執筆している。ステンゲルは、MSNBCのオンエアアナリスト、Snap Inc.の戦略アドバイザー、大西洋評議会の特別フェローを務めている。2019年の著書Information Wars: How We Lost the Global Battle Against Disinformation and What We Can Do About It（情報戦争: 我々はいかにして偽情報との世界規模の戦いに敗れ、それに関して何ができるのか）では、国務省でロシアの偽情報やISISのプロパガンダに対抗していた頃のことを詳述している。

## 若年期と教育
ステンゲルはニューヨーク州ニューヨーク市で生まれ、ウエストチェスター郡で育った。プリンストン大学に入学し、同大学のバスケットボールチームで1975年のナショナル・インビテーション・トーナメントに出場した。1977年にmagna cum laudeで卒業した。大学卒業後はローズ奨学金を得て、オックスフォード大学のクライスト・チャーチで英語と歴史を学んだ。

## キャリア

### 初期のキャリア
ステンゲルは1981年にタイム社に入社し、1980年代前半から半ばにかけて同誌に寄稿した。当時の記事の中には、『ローリング・ストーン』誌でも取材した南アフリカに関する記事がある。その後、『タイム』誌のシニアライター兼エッセイストとなり、1988年と1996年の大統領選挙運動を取材した。
『タイム』誌で仕事をする傍らで、『ザ・ニューヨーカー』誌、『ニュー・リパブリック』誌、『スパイ』誌、『ニューヨーク・タイムズ』紙にも執筆し、コメンテーターとしてテレビにも出演した。1999年にはプリンストン大学教授に就任し、ジャーナリストとしての経験を基に、「政治と報道」のコースを教えている。また、彼は、MSNBCのオリジナルのオンエアアナリストの一人である。
ステンゲルは1999年にタイム社を退職し、2000年の大統領選挙の民主党候補に立候補したビル・ブラッドリーのシニアアドバイザー兼チーフスピーチライターとなったが、アル・ゴアに敗北した。

### Time.com編集長
ステンゲルは2000年にタイム社に戻り、Time.comの編集長に就任した。タイム社が2000年5月に発表したように、ステンゲルはリチャード・ダンカンの後任として、ニュース報道と編集内容の監督を担当した。ステンゲルはその後、同誌のナショナル・エディターなど、タイム社でいくつかの役職を歴任した。

### 国立憲法センター
ステンゲルは2004年2月に『タイム』誌のナショナル・エディターを辞任し、同年3月1日にフィラデルフィアにある博物館・国立憲法センター(NCC)の館長兼CEOに就任した。前館長のジョー・トルセラが下院議員に出馬するために辞任したため、その後任となった。ステンゲルは、同センターの知名度向上、寄付金の増加、来館者数の増加などに貢献した。NCCでは、ジャーナリストのための憲法トレーニングを提供するピーター・ジェニングス研究所の立ち上げ、2006年のコンスティテューション高校の設立、教師のための研究会の開催などを行い、2006年からはフィラデルフィア自由賞の選考・授与をNCCが引き継いだ。

## 『タイム』誌編集長
2006年、ステンゲルは再びタイム社に復帰し、今度は同誌の編集長（マネージング・エディター）に就任した。2006年5月17日にタイム社の編集局長のジョン・ヒューイによって就任が発表され、2006年6月15日に同誌の第16代編集長に正式に就任した。ステンゲルは、世界最大級の雑誌である『タイム』誌とそのオンライン版のTime.comのほか、タイム・ブックス、タイム・フォー・キッズを監督した。
ステンゲルが最初に取り組んだのは、2007年初頭に『タイム』誌の店頭販売日を金曜日に変更したことであった。これに続いて、グラフィックデザインの野心的な刷新や雑誌の内容の変更を実施した。これらに関しては、彼は雑誌をより精選されたものにして、読者に「未消化の情報」ではなく「知識」を提供したいと考えていたと述べた。彼は戦争や政治に関する報道を増やし、『タイム』誌の編集の性格をより重視したものにした。編集長に就任した最初の年、ステンゲルはこの年のパーソン・オブ・ザ・イヤーを「あなた」とすることを決定した。これは「ユーザー生成コンテンツの生成者」という意味であったが、多くのメディアで報道され、批評の対象となった。2010年には、ソーシャルメディア関連の人物として、Facebook創設者のマーク・ザッカーバーグをパーソン・オブ・ザ・イヤーに選んだ。
2008年、ステンゲルは『タイム』誌の象徴である表紙の赤の縁取りを変更することを承認した。これは赤の縁取りの採用以来2度目のことだった。環境に焦点を当てた特集号で、縁取りを緑に変更した。この表紙は、ジョー・ローゼンタールの写真『硫黄島の星条旗』を改変して星条旗を木に置き換えたもので、一部の退役軍人グループから批判を受けた。この表紙についてステンゲルは、「地球温暖化と気候変動に対抗するためには、第二次世界大戦の遂行と同じくらいの努力が必要だ」との信念を述べた。
彼の指揮の下、『タイム』誌は、世界の重要な出来事を報道してきた。イラク戦争の報道では、彼は社説で、「目を背けない」ことを人々に思い起こさせることの重要性を説いた。2008年の大統領選挙の後、次期大統領に選出されたバラク・オバマを、2008年のパーソン・オブ・ザ・イヤーに選出した。2010年12月の『タイム』誌の表紙記事では、ウィキリークスのスポークスマンであるジュリアン・アサンジにSkypeでインタビューを行い、アサンジはヒラリー・クリントン国務長官の辞任を求めた。
ステンゲルは、2010年11月に『ニューズウィーク』誌の2010年の「パワー50」リストで41位にランクインした。また、CNNの『アメリカン・モーニング』やMSNBCの『モーニング・ジョー』などの番組にも定期的に出演し、同誌のプロモーションを行った。
2012年には、Time.comのBeyond 9/11: Portraits of Resilienceのエグゼクティブ・プロデューサーとしての仕事が評価され、ニュース&ドキュメンタリー・エミー賞を受賞した。また、『タイム』誌を代表して、全米マガジン賞の「マガジン・オブ・ザ・イヤー」を受賞した。同年5月には、イスラエルのベンヤミン・ネタニヤフ首相にインタビューを行い、ネタニヤフ首相を「イスラエルの王」と称した記事を掲載した。2012年11月には、この年にエジプトの大統領になったムハンマド・ムルシーとのインタビューを行った。このインタビューの中で、1968年のSF映画『猿の惑星』にに対するムルシーの発言がメディアの注目を集めた。

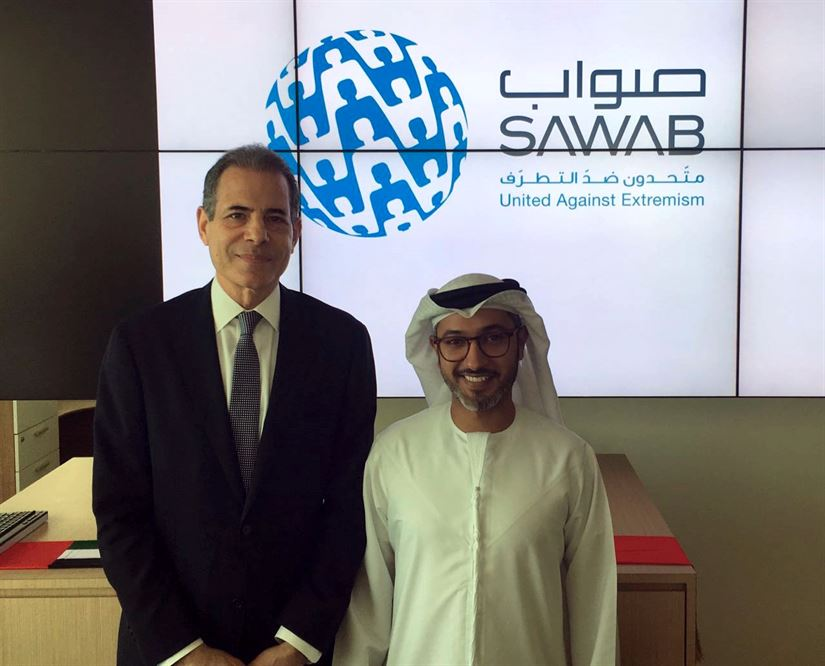
アラブ首長国連邦・アブダビにあるサワブセンターを訪問したときのステンゲル。これは、ISILに対する世界的な連合を支援するための初の多国籍オンラインメッセージングおよびエンゲージメントプログラムである。

2013年9月12日、ステンゲルはタイム社を退社し、公共外交・広報担当の国務次官に就任することを発表した。

## National Service Movement
2007年9月、ステンゲルは"The Case For National Service"（国家奉仕の実情）という『タイム』誌の表紙記事を執筆し、アメリカ人は社会奉仕やボランティア活動に参加するための努力を倍加させる必要があり、2008年の大統領選挙において大統領候補者はこの問題を最優先事項とする必要があると主張した。この記事をきっかけとして、Be the Change、City Year、Civic Enterprisesなどの国家奉仕団体と関わりを持つようになり、国家奉仕とボランティア活動を推進する100以上の団体の連合体であるServiceNationを結成した。
2008年9月11日にコロンビア大学で開催されたServiceNationが主催するPresidential Forum on National Serviceに、アメリカ大統領選挙の候補者両名の出席が実現した。ステンゲルはPBSジャーナリストのジュディ・ウッドラフとともにこのフォーラムの共同司会を務め、バラク・オバマ上院議員とジョン・マケイン上院議員は生の聴衆の前で国家奉仕の計画について質問に答えた。
2008年9月12日、ニューヨークで開催されたServiceNation Summitでは、キャロライン・ケネディ、ヒラリー・クリントン上院議員、ローラ・ブッシュ大統領夫人、マイケル・ブルームバーグ・ニューヨーク市長らとともに講演を行った。2009年2月には、アッシャー、ハリス・ウォフォード元上院議員らとともに、米国下院教育労働委員会で国家奉仕の重要性について証言し、エドワード・M・ケネディ・サーブ・アメリカ法の可決につながった。

## 国務次官
ステンゲルは、公共外交・広報担当国務次官として、国務省の広報活動を近代化し、全ての大使館のソーシャルメディアへの対応や、新しいデジタル・プラットフォームの活用により、アメリカから世界へ向けての情報発信ができるようにした。ステンゲルは、国務省の対ISISメッセージングセンターである戦略的対テロコミュニケーションセンターの管理や、国務省初の対ロシア情報ハブの立ち上げなど、国務省の対情報活動を主導した。これが最終的には、グローバル・エンゲージメント・センターを創設する行政命令につながった。彼はまた、平和部隊と国務省の間で、世界中で英語を教えるための政府全体の取り組み"English for All"の創設にも貢献した。2016年12月、ステンゲルはアメリカ史上最長の公共外交・広報担当国務次官となった。
ステンゲルは、MSNBCとNBCのオンエア・アナリストとして、その日の政治ニュースにコメントしている。また、Snap Inc.の戦略アドバイザーとして、主にコミュニケーションを担当している。世界的な人道・貧困救済団体CAREの理事も務めている。

## 著書
ステンゲルは何冊かの本を出している。January Sun: One Day, Three Lives, A South African Townは、1990年に出版された南アフリカの農村部に住む3人の男性の生活を描いたノンフィクション作品である。You're Too Kind: A Brief History of Flattery（日本語訳『「おしゃべりな人」が得をする－おべっか・お世辞の人間学』）は、2000年に出版された社交辞令に関する一般的な歴史についての本である。2010年3月に発売されたMandela's Way: Fifteen Lessons on Life, Love and Courage（日本語訳『信念に生きる－ネルソン・マンデラの行動哲学』）は、ステンゲルとネルソン・マンデラとの個人的な交流を基にしている。この本は、ビル・クリントン米大統領、ディーパック・チョップラ、ハーバード大学のヘンリー・ルイス・ゲイツ・ジュニアらから賞賛を受けた。2012年には、The Constitution: The Essential User's Guideの編集と執筆を担当し、現代の出来事とアメリカ憲法の関連性を探った。
ステンゲルの著書で最もよく知られているのは、マンデラとの共同執筆による『自由への長い道 ネルソン・マンデラ自伝』である。1992年、彼は出版社のリトル・ブラウン社とゴーストライティング契約を結び、アフリカ民族会議から適切な執筆者であるとの許可を受けて、この本に取り組んだ。この本は1995年に出版され、『フィナンシャル・タイムズ』紙に「彼らのコラボレーションは、確かに20世紀の偉大な自伝の1つを生み出した」と称賛された。ステンゲルはその後、1996年のドキュメンタリー映画『マンデラ』の共同プロデューサーを務め、この作品はアカデミー賞にノミネートされた。
2019年の著書Information Wars（情報戦争）では、ロシアの偽情報とISISのプロパガンダに対抗するための彼の努力と、偽情報の世界的な流行と戦うことを任務とする政府機関であるグローバル・エンゲージメント・センターの設立に至る彼の国務次官時代の話である。同書の最終章では、通信品位法を改正して大手プラットフォーム企業にコンテンツに対する責任を負わせることから、高校でのメディアリテラシーを必修科目にすることまで、偽情報について何ができるかを詳細に説明している。

## 私生活
ステンゲルは南アフリカ出身のメアリー・ファフ(Mary Pfaff)と結婚し、息子を2人（ガブリエルとアントン）もうけた。メアリーとは南アフリカでネルソン・マンデラの自伝に取り組んでいる時に知り合い、マンデラが長男の名付け親となった。

## 賞と栄誉
ステンゲルは2009年にウィッテンバーグ大学から、2011年にウィートン大学から、2012年にバトラー大学から名誉博士号を授与された。